# Leptogaster niger
Leptogaster niger là một loài ruồi trong họ Asilidae. Leptogaster niger được Wiedemann miêu tả năm 1828.